# Condado de DuPage
El condado de DuPage (en inglés: DuPage County), fundado en 1859, es uno de 102 condados del estado estadounidense de Illinois. En el año 2008, el condado tenía una población de 930 528 habitantes y una densidad poblacional de 18 personas por km². La sede del condado es Wheaton. El condado recibe su nombre en honor al Río DuPage. El condado forma parte del área metropolitana de Chicago.

## Geografía
Según la Oficina del Censo, el condado tiene un área total de 873 km² (337,1 mi²), de la cual 865 km² (334 mi²) es tierra y 8 km² (3,088803088803 mi²) (0.88%) es agua.

### Condados adyacentes
- Condado de Cook (norte y este)
- Condado de Will (sur)
- Condado de Kendall (suroeste)
- Condado de Kane (oeste)

## Demografía
Según la Oficina del Censo en 2005, los ingresos medios por hogar en el condado eran de $77 441, y los ingresos medios por familia eran $121, 009. Los hombres tenían unos ingresos medios de $60 909 frente a los $41 346 para las mujeres. La renta per cápita para el condado era de $38 458. Alrededor del 3.90% de la población estaban por debajo del umbral de pobreza.
La distribución de la población del condado de DuPage por raza y origen étnico en el censo de 2020 fue la siguiente:
| Raza / Etnia                              | Porcentaje de la población del condado |
| No Hispano                                | 84.5%                                  |
| ----------------------------------------- | -------------------------------------- |
| Blancos                                   | 63.4%                                  |
| Asiáticos                                 | 12.8%                                  |
| Negros                                    | 4.7%                                   |
| Indio americano y nativo de Alaska        | 0.1%                                   |
| Estadounidenses de las islas del Pacífico | 0.0%                                   |
| Multiracial                               | 3.2%                                   |
| Otro                                      | 0.4%                                   |
| Hispano o Latino cualquier raza           | 15.5%                                  |

## Transporte

### Autopistas principales
- Interestatal 55
- Interestatal 355
- US Route 20
- US Route 34
- Ruta de Illinois 38
- Ruta de Illinois 53
- Ruta de Illinois 56
- Ruta de Illinois 59
- Ruta de Illinois 64
- Ruta de Illinois 83

## Municipalidades

### Municipios
El condado de DuPage está dividido en 8 municipios:
- Municipio de Downers Grove - 148,110
- Municipio de York - 124,553
- Municipio de Milton - 118,616
- Municipio de Lisle - 117,604
- Municipio de Addison - 88,900
- Municipio de Naperville - 85,736
- Municipio de Wayne - 63,776
- Municipio de Winfield - 45,155